# Lillo Venezia
Calogero Venezia, detto Lillo (Mazara del Vallo, 24 febbraio 1950 – Catania, 24 marzo 2020), è stato un giornalista italiano.

## Biografia
Nato a Mazara del Vallo nel 1950, il suo vero nome era Calogero, ma per tutti era Lillo Venezia. Visse a Siracusa, dove studiò al liceo classico Gargallo, e poi a Catania dove frequentò l’Università.
Nel 1977 andò a Roma per lavorare alla redazione del quotidiano Lotta Continua, e fu lui a scrivere e firmare la corrispondenza del 10 maggio da Cinisi in cui si parla della morte di Peppino Impastato.
Fu a lungo direttore de Il Male, rivista di satira tra le più innovative in Italia fondata a Roma nel 1977, attorno a giovani giornalisti politicizzati come Pino Zac, Vincino, Angese, Enzo Sferra, Jacopo Fo, Cinzia Leone, il grafico Francesco Cascioli e lo scrittore Angelo Pasquini, Sergio Saviane, Alain Denis e Roberto Perini, Riccardo Mannelli, Vauro Senesi.
Lillo Venezia fu nel dopoguerra il secondo giornalista italiano finito in carcere (pochi giorni a Regina Coeli) dopo Giovannino Guareschi, a seguito di una denuncia per vilipendio della religione e di un capo di Stato estero (il Papa). Alcune copie del giornale furono bruciate in piazza dal parroco di Spilimbergo, che lo giudicava “degno di essere precipitato tra il magma dei nostri italici vulcani, congeniale sede per simili ossesse pubblicazioni”.
Fu dentro la storia de I Siciliani; all'indomani dell’uccisione di Pippo Fava fu nel gruppo di redattori che continuarono l’esperienza del giornale assieme a Riccardo Orioles, al giovane Claudio Fava e agli altri giovani redattori. Venezia fece tra l'altro l'ultima intervista a Rocco Chinnici, prima che questi venisse ucciso dalla mafia.
Nel 2011 firmò da direttore la nuova esperienza de Il Male di Vauro e Vincino.
Venezia è morto a Catania il 24 marzo 2020, all'età di 70 anni, vittima di complicazioni dovute dall'infezione da COVID-19, all'Ospedale Garibaldi.